# Ostrožka zahradní
Ostrožka zahradní (Consolida ajacis) je rostlina z čeledi pryskyřníkovitých (Ranunculaceae).

## Popis
Jedná se o jednoletou bylinu, která dorůstá nejčastěji do výšky 30–100 cm. Lodyhy jsou přímé, v horní části chlupaté, ale ani v květenství nejsou žláznaté, nevětvené nebo nahoře chudě větvené. Listy jsou 2x-3x zpeřené s čárkovitými úkrojky, řapíkaté, horní až skoro přisedlé a méně dělené, přízemní brzy zasychají. Květy jsou souměrné (zygomorfní), jsou uspořádány do květenství, kterým je řídký hrozen. Na bázi květních stopek jsou listeny, které jsou čárkovité, dolní pak zpeřené s čárkovitými úkrojky, kratší než květní stopky, na květních stopkách jsou 2 čárkovité listénce, jsou asi v polovině květní stopky. Květy jsou převážně modré, zřídka bílé nebo růžové. Kališních lístků je 5, jsou petalizované (napodobují korunu), zpravidla modré, horní nese asi 12–17 mm dlouhou ostruhu. Korunní lístky jsou 2, jsou srostlé, také ostruhaté, nesou nektaria. Kvete v červnu až v srpnu. Tyčinek je nejčastěji mnoho. Čnělka je asi 2–3 mm dlouhá. Plodem je asi 16–23 mm dlouhý měchýřek, měchýřky jsou jednotlivé, většinou chlupaté, na vrcholu s krátkým zobánkem. Počet chromozomů je 2n=16.

## Rozšíření

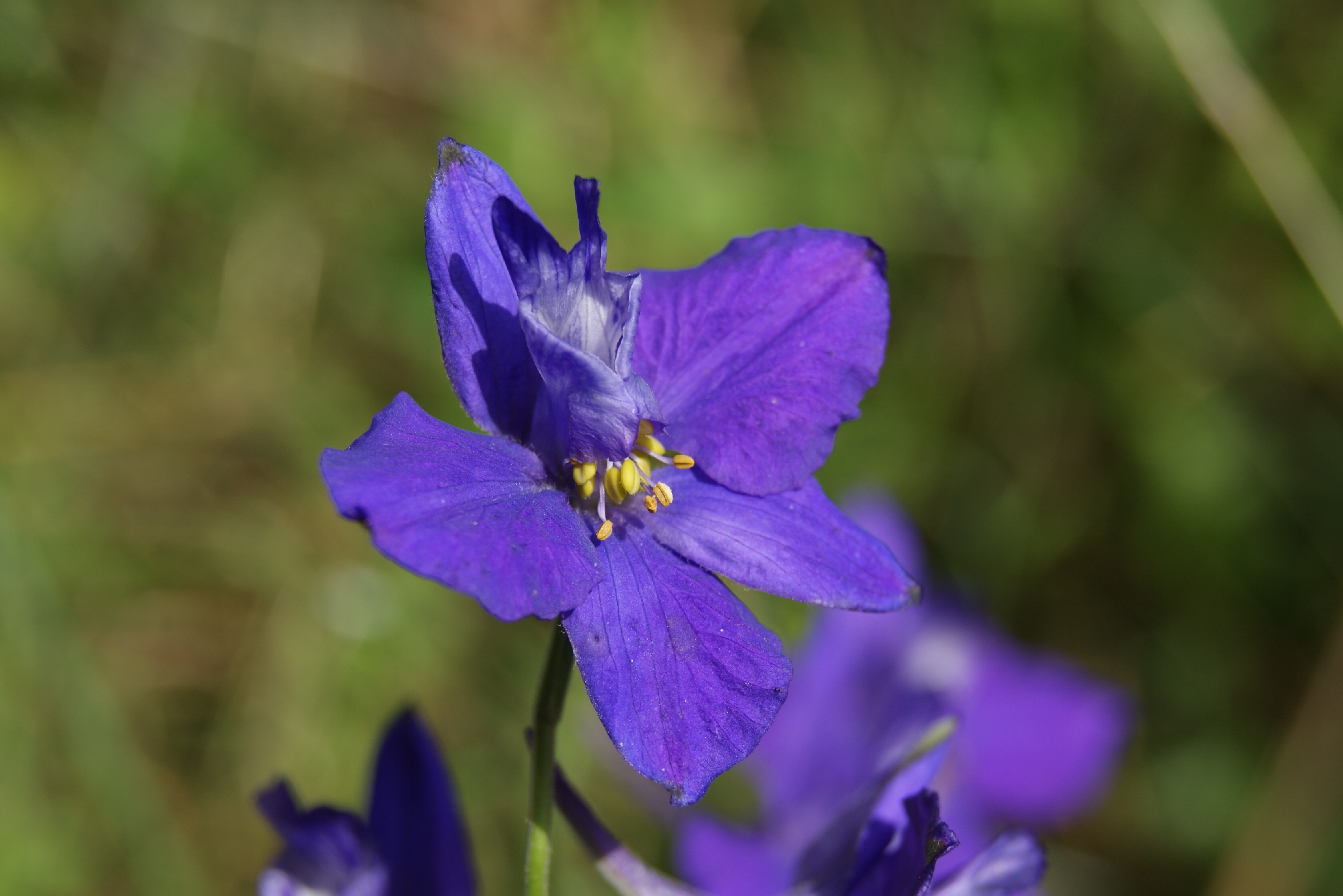
Detail květu

Ostrožka zahradní roste přirozeně ve Středomoří a v jižní Evropě, na sever sahá až po severozápadní Francie a jižní Rumunsko, dále roste v severní Africe a v jihozápadní až střední Asii. Člověkem zavlečená a zdomácnělá je i jinde včetně střední Evropy. V České republice je to hojně pěstovaná okrasná letnička. Někdy se pěstují i různě zbarvené kultivary, které mohou být i hybridního původu. V teplých oblastech občas zplaňuje.